# Michael Massimino
Michael James Massimino (New York, 19 agosto 1962) è un ex astronauta e ingegnere statunitense.

## Biografia
È nato da genitori italo-americani di origine siciliana; è sposato con Carola P. Pardo e ha due figli.
(Michael Massimino)
Si è laureato in ingegneria industriale alla Columbia University nel 1984. Nel 1986 è entrato al Massachusetts Institute of Technology, dove nel 1988 ha conseguito la laurea magistrale e nel 1992 il dottorato in ingegneria meccanica. Successivamente ha lavorato come ricercatore alla Mc Donnel Douglas Aerospace a Houston ed è diventato professore associato al Georgia Institute of Technology. Nel 1996 è stato selezionato come astronauta dalla NASA ed è stato nello spazio nel 2002 con la missione dello Space Shuttle Columbia STS-109 e nel 2009 con la missione dello Space Shuttle Atlantis STS-125. Nel corso di quest'ultima missione Massimino è stato il primo astronauta ad usare ufficialmente Twitter nello spazio.
Ha interpretato se stesso in sei episodi a partire dalla quinta stagione della sitcom The Big Bang Theory, ambientati anche a bordo della Stazione spaziale internazionale, sulla quale lavorava assieme al personaggio di Howard Wolowitz.

## Filmografia parziale

### Attore
- The Big Bang Theory - serie TV, 6 episodi (2012-2014)
- Universo ai raggi X (Strip the Cosmos) - serie TV, episodio 1x03 (2014)
- Away - serie Tv, ep.1 “Vai” (2020)

### Doppiatore
- Beavis & Butt-Head alla conquista dell'universo (Beavis and Butt-Head Do the Universe), regia di Albert Calleros e John Rice (2022)

## Riconoscimenti
- Order Sons of Italy in America
  - 2005 - Guglielmo Marconi Award[5]